# Toruński Park Technologiczny
Toruński Park Technologiczny – park przemysłowo-technologiczny w Toruniu obejmujący tereny inwestycyjne przy ul. Włocławskiej i gen. Władysława Andersa. Jest zarządzany przez Toruńską Agencję Rozwoju Regionalnego. Powstał 1 maja 2005 roku, początkowo obejmował wyłącznie tereny przy ul. Włocławskiej. We wrześniu 2018 roku rozpoczęto przygotowywanie terenów inwestycyjnych przy ul. gen. Andersa. Pierwsze działki inwestycyjne przy ul. gen. Andersa sprzedano rok później. W 2024 roku w parku swoje siedziby miało 68 firm, które łącznie zatrudniały 861 pracowników. 